# Chlamydonia erectipilosa
Chlamydonia erectipilosa är en skalbaggsart som beskrevs av Michael S. Caterino 2006. Chlamydonia erectipilosa ingår i släktet Chlamydonia och familjen stumpbaggar. Inga underarter finns listade.